# Liste des membres de la Société royale du Canada
Cet article regroupe les listes des membres de la Société royale du Canada par ordre alphabétique.

## Liste
Pour un article plus général, voir Société royale du Canada.
- Liste chronologique des membres de la Société royale du Canada
- Membres de la Société royale du Canada, par ordre alphabétique A
- Membres de la Société royale du Canada, par ordre alphabétique B
- Membres de la Société royale du Canada, par ordre alphabétique C
- Membres de la Société royale du Canada, par ordre alphabétique D
- Membres de la Société royale du Canada, par ordre alphabétique E
- Membres de la Société royale du Canada, par ordre alphabétique F
- Membres de la Société royale du Canada, par ordre alphabétique G
- Membres de la Société royale du Canada, par ordre alphabétique H
- Membres de la Société royale du Canada, par ordre alphabétique I
- Membres de la Société royale du Canada, par ordre alphabétique J
- Membres de la Société royale du Canada, par ordre alphabétique K
- Membres de la Société royale du Canada, par ordre alphabétique L
- Membres de la Société royale du Canada, par ordre alphabétique M
- Membres de la Société royale du Canada, par ordre alphabétique N
- Membres de la Société royale du Canada, par ordre alphabétique O
- Membres de la Société royale du Canada, par ordre alphabétique P
- Membres de la Société royale du Canada, par ordre alphabétique Q
- Membres de la Société royale du Canada, par ordre alphabétique R
- Membres de la Société royale du Canada, par ordre alphabétique S
- Membres de la Société royale du Canada, par ordre alphabétique T
- Membres de la Société royale du Canada, par ordre alphabétique U
- Membres de la Société royale du Canada, par ordre alphabétique V
- Membres de la Société royale du Canada, par ordre alphabétique W
- Membres de la Société royale du Canada, par ordre alphabétique Y
- Membres de la Société royale du Canada, par ordre alphabétique Z

- Liste des membres de la Société royale du Canada (1946-1985)
- Liste des membres de la Société royale du Canada (1986-1996)
- Liste des membres de la Société royale du Canada (1997-2005)